# Dilophus rufipes
Dilophus rufipes är en tvåvingeart som beskrevs av Blanchard 1852. Dilophus rufipes ingår i släktet Dilophus och familjen hårmyggor. Inga underarter finns listade i Catalogue of Life.